# Wentorf bei Hamburg
Wentorf bei Hamburg là một đô thị ở huyện Lauenburg, bang Schleswig-Holstein, Đức. Đô thị này nằm bên sông Bille, cự ly khoảng 10 km về phía tây bắc Geesthacht, 20 km về phía đông Hamburg.